# Día Mundial de la Higiene de las Manos
El Día Mundial de la Higiene de Manos es una jornada que se celebra el 5 de mayo desde 2009 y fue establecida ese mismo año por la Organización Mundial de la Salud (OMS).

## Proclamación
Iniciada por la Organización Mundial de la Salud en 2009, la campaña "SALVA VIDAS: Límpiate las manos" tiene como objetivo concientizar sobre la importancia de la higiene de manos entre los profesionales de la atención sanitaria y conseguir prevenir infecciones. Se enmarca dentro de un esfuerzo más amplio por mejorar la seguridad y la calidad en la atención sanitaria a nivel global.

## Celebración
El 5 de mayo fue seleccionado para coincidir con la campaña global de la OMS, resaltando la relevancia de la higiene de manos para evitar infecciones asociadas a la atención de la salud. La primera conmemoración se llevó a cabo en el año de su establecimiento, 2009.

## Temas
- 2009 - 2016: Salve vidas: límpiese las manos[4][5][6][7]
- 2017: La lucha contra la resistencia a los antibióticos está en sus manos[8]
- 2018: Está en sus manos – prevenir la septicemia en la atención sanitaria[9]
- 2019: Una atención limpia para todos – esta en sus manos[10]
- 2020: La atención limpia está en sus manos[11]
- 2021: Segundos que salvan vidas: lava tus manos[12]
- 2022: Únete a la seguridad de la atención sanitaria: límpiate las manos[13]
- 2023: Salva vidas. Limpia tus manos[14][15]
- 2024: Salva vidas. Limpia tus manos[16][17]